# Kalendar
Kalendar (kasnolat. calendarium: knjiga rokova, knjiga dospijevanja, od lat. Kalendae: prvi dan u mjesecu, na koji su se morale plaćati dažbine) je skup pravila kojima se određuje odnos između raznih vremenskih intervala: dana, tjedana, mjeseca i godine; popis dana, tjedana i mjeseci u pojedinoj godini, odnosno tablica rasporeda dana u godini.

## Kalendarski sustavi
Osnovni vremenski razmak u svih naroda bio je uvijek dan, tj. razdoblje jedne promjene svjetlosti ("dana" u užem smislu) i tame (noći), ali početak dana nije bio svagdje jednak. Tjedan (sedmica, nedjelja), tj. razdoblje od 7 dana, poznaju Babilonci, koji su dane u tjednu nazivali po svojim bogovima (nebeskim tijelima). Egipatski je tjedan imao 10, a rimski 8 dana. 
Za duža razdoblja služio je i u najstarije doba slijed Mjesečevih mijena. Potpuna izmjena Mjesečevih faza (traje prosječno 29 dana 12 sati 44 minuta 2,98 sekundi) je sinodički mjesec od 29,53059 dana. Kako je ravnanje po danima bilo uvijek osnovno u praktičnoj vremenskoj orijentaciji, a sinodički mjesec ima preko pola dana više od 29 čitavih dana, trebalo je uskladiti te dvije veličine, i to je osnova mjesečeva ili lunarna kalendara. Usklađivanje se postizalo mijenjanjem broja dana u mjesecu.
Za praktičnu vremensku orijentaciju važna je i izmjena godišnjih doba, koja su u vezi s položajem Sunca. Sunce prividno obiđe ekliptiku za jedne tzv. tropske godine, koja traje 365 dana 5 sati 48 minuta 46,98 sekundi. Kako ni tropska godina ne iznosi cijeli broj dana, morala se građanska godina s cijelim brojem dana što bolje prilagoditi dužini tropske (sunčani ili solarni kalendar). To se postiglo mijenjanjem cijelog broja dana u građanskoj godini prema različitim pravilima; otuda razni kalendari.
Godine su se brojile od raznih početaka-epoha, obično od nekoga značajnijeg događaja, pa se prema tome razlikuju razne ere; npr. bizantinska era "od početka svijeta" počinje 1. rujna 5508. pr. Kr., hebrejska era (također od "stvaranja svijeta") 1. listopada 3761. pr. Kr., olimpijska era (u kojoj su se po 4 godine brojile kao jedna olimpijada) od dana prve zabilježene olimpijade, tj. 1. srpnja 776. pr. Kr., rimska era "od osnutka Rima" počinje 24. travnja 753. pr. Kr., muhamedanska (od Muhamedova bijega iz Meke u Medinu, tzv. hidžre) 16. srpnja 622., a revolucionarna francuska era (od dana osnutka Republike) 22. rujna 1792. Brojenje po našoj eri (od Kristova rođenja) uveo je Dionizije Exiguus oko 533.
Na Zemlji se osim lunarnog i solarnog koriste lunisolarni i arbitrarni kalendari. Lunisolarni kalendar je usklađen i s gibanjem Mjeseca i s prividnim kretanjem Sunca. Primjer takvog kalendara je hebrejski ili židovski kalendar. Arbitrarni kalendar nije usklađen ni s Mjesecom ni sa Suncem, već je stvoren proizvoljno prema dogovoru. Primjer takvog kalendara su tjedan i julijanski dan koje koriste astronomi.

### Solarni kalendari

#### Dani koje koristi solarni kalendar
Solarni kalendari svaki datum pripisuju svakom solarnu ili sunčevu danu. Dan se može sastojati od perioda između izlaska i zalaska sunca sa sljedećim periodom noći, ili može biti period između dva uzastopna događaja poput dva sunčeva zalaska. Dužina intervala između dva takva uzastopna događaja može blago varirati tijekom godine ili može biti prosječna kao srednji sunčani dan. Ostale vrste kalendara mogu također koristiti sunčev dan.

#### Buduće reforme
Do sada je predloženo nekoliko reformi kalendara poput svjetskog kalendara ili međunarodnog fiksiranog kalendara. Ujedinjeni narodi su razmatrali prihvaćanje takvog reformiranog kalendara tijekom 1950-ih, ali su ti prijedlozi izgubili u svojoj popularnosti. Holocenski kalendar je još jedna vrsta kalendara za brojenje godina.

### Lunarni kalendari
Ne koriste svi kalendari sunčevu godinu kao vlastitu jedinicu. U lunarnom kalendaru dani se broje unutar svakog ciklusa mjesečevih mijena ili faza. Budući da dužina lunarnog mjeseca nije jednaka odsjeku dužine tropske godine, čisti lunarni kalendar ubrzo prelazi godišnja doba. On ipak ostaje konstantan u odnosu na druge pojave, posebice morskih mijena. Lunisolarni kalendar je lunarni kalendar koji se nadomješta dodavanjem viška mjeseca radi usklađivanja mjeseci s godišnjim dobima. Primjer je židovski kalendar koji koristi 19-godišnji ciklus.
Smatra se da su lunarni kalendari najstarija vrsta kalendara koji su ljudi izmislili. Kromanjonci su izmislili jedan lunarni kalendar oko 32,000. pr. Kr.

### Fiskalni kalendari
Fiskalni kalendar (poput 5/4/4 kalendara) fiksira svaki mjesec na određeni broj tjedana radi olakšavanja usporedbi od mjeseca do mjeseca i od godine do godine. Siječanj uvijek ima točno 5 tjedana (nedjelja kroz subotu), veljača ima 4 tjedana, ožujak ima 4 tjedana, itd. Ova vrsta kalendara normalno će dodavati 53. tjedan svake 5. ili 6. godine, koji se može dodati prosincu ili nekom drugom mjesecu ovisno o načinu na koji organizacija koristi takve datume. Postoji međunarodni standardni način da se to napravi (ISO tjedan). ISO tjedan traje od ponedjeljka do nedjelje, a prvi tjedan je uvijek tjedan koji sadrži 4. siječnja u gregorijanskom kalendaru.

## Kalendarske podjele
Gotovo svi kalendarski sustavi grupiraju uzastopne dane u "mjesece", te također u "godine". U solarnom kalendaru godina približno traje jednu tropsku godinu (to jest, vrijeme koje treba da se dovrši ciklus godišnjih doba), a tradicionalno se koristi za olakšavanje planiranja poljoprivrednih djelatnosti. U lunarnom kalendaru, mjesec približno traje kao jedan ciklus mjesečevih mijena. Uzastopni dani mogu se grupirati u ostale periode poput tjedna. 
Budući da broj dana u tropskoj godini nije cijeli broj, solarni kalendar mora imati različit broj dana u različitim godinama. To se može napraviti, primjerice, dodavanjem viška dana (29. veljače) u prijestupnim godinama. Isto se primijenjuje na mjesece u lunarnom kalendaru, a također i u broju mjeseci u godini u lunarnom kalendaru. To se općenito naziva interkalacijom. Čak i kad je kalendar solarni, a ne lunarni, godina se ne može u potpunosti podijeliti na mjesece koji neće nikada varirati u dužini.
Kulture mogu odrediti različite jedinice vremena, poput tjedna, u svrhu raspoređivanja regularnih aktivnosti koje se ne mogu jednostavno podudarati s mjesecima ili godinama.

## Ostale vrste kalendara

### Potpuni i nepotpuni kalendari
Kalendari mogu biti potpuni ili nepotpuni. Potpuni kalendari omogućuju način imenovanja svakog uzastopnog dana, dok nepotpuni kalendari to ne čine. Rani rimski kalendar, koji nije poznavao način označavanja dana zimskih mjeseci pa ih je zajedno objedinio pod nazivom "zima", primjer je nepotpunog kalendara, dok je gregorijanski kalendar primjer potpunog kalendara.

### Pragmatični, teoretski i miješani kalendari
Kalendari mogu biti pragmatični, teoretski ili miješani.
Pragmatični kalendar se bazira na promatranju. Primjeri takvog kalendara su religijski muslimanski kalendar i staroreligijski židovski kalendar za vrijeme Drugog Hrama. Pragmatični kalendar se još naziva promatrački ili astronomski kalendar. Prednost takvog kalendara je njegova savršena i vječna pouzdanost. Nedostatak je otežano pronalaženje pojavljivanja određenog dana.
Teoretski kalendar se temelji na strogom skupu pravila. Primjer takvog kalendara je židovski kalendar. Teoretski kalendar se još naziva pravilni ili aritmetički kalendar. Prednost takvog kalendara je lakoća u pronalaženju pojavljivanja određenog dana. Nedostatak je nesavršena pouzdanost. Štoviše, ako je kalendar jako pouzdan, njegova pouzdanost iščezava polagano tijekom vremena zbog promjena Zemljine rotacije. To ograničava životni vijek pouzdanog teoretskog kalendara na nekoliko tisuća godina. Nakon toga potrebna su pravila kako bi se izmijenio prema promatranjima koja su napravljena od izuma kalendara. Posljedica toga je miješani kalendar.
Miješani kalendar kombinira obilježja pragmatičnog i teoretskog kalendara. Miješani kalendar obično započinje kao teoretski kalendar, ali se pragmatično prilagođava kada neka vrsta nesklada postaje očigledna. Primjer toga je promjena iz julijanskog na gregorijanski kalendar.
Gregorijanski kalendar, kao završni primjer, jest potpuni, solarni i miješani.

## Uporabe
Prvenstvena praktična uporaba kalendara je označavanje dana radi informiranja i/ili dogovoranja o budućim događajima i zapisivanja događaja koji su se dogodili. Dani mogu biti značajni zbog građanskih, religijskih ili društvenih razloga. Na primjer, kalendar pruža način određivanja koji su dani religijski ili građanski praznici, koji dani označavaju početak i kraj poslovnih razdoblja, te koji dani imaju legalno značenje poput poreznih dana koji odgovaraju istjecanju sporazuma. Kalendar također može identificiranjem dana pružati ostale korisne informacije o danu poput pripadnosti određenom godišnjem dobu.
Kalendar se koristi i kao dio potpunog vremenskog sustava: datum i vrijeme dana zajedno određuju trenutak u vremenu. U modernom svijetu pisani kalendari nisu više bitan dio takvih kalendara, jer je dolazak pouzdanih satova učinio mogućim zabilježavanje vremena neovisno o astronomskim događajima.

## Trenutno korišteni kalendari
Kalendari u raširenoj uporabi danas uključuju gregorijanski kalendar, koji je de facto međunarodni standard, te se koristi gotovo svagdje u svijetu u građanske svrhe, uključujući Kinu i Indiju (uz indijski nacionalni kalendar). Hebrejski ili židovski kalendar je službeni kalendar izraelske vlade, ali se gregorijanski kalendar široko koristi u izraelskim poslovima i svakodnevnim stvarima. Perzijski kalendar se koristi u Iranu i Afganistanu. Hidžretski ili islamski kalendar koriste muslimani diljem svijeta. Hinduski, julijanski, kineski i židovski kalendar imaju raširenu uporabu u religijskim i/ili društvenim svrhama.
Čak i ondje gdje se obično koristi kalendar poput gregorijanskog, mogu se koristiti različiti kalendari poput fiskalnog kalendara.

## Kalendar kao tablični prikaz
Kalendar je tablični prikaz jedne kalendarske godine, njene podjele na mjesece, tjedne i dane. Takvi se jednostavni kalendari često izrađuju u obliku papirnih, plastičnih ili metalnih listića. Detaljnije kalendarske tabele donose i važnije astronomske podatke: početke godišnjih doba, Mjesečeve mijene, vrijeme izlaska i zalaska Sunca, zodijakalne znakove u vezi sa Sunčevim položajem na ekliptici itd.
Uobičajeni su kalendari koji donose po pojedinim danima nacionalne ili religiozne blagdane, važne datume nacionalne, političke i kulturne povijesti, narodna imena ili imena lica iz vjerskog kulta ("svetaca").
Kalendari izrađeni na osnovu liturgijske godine donose i njenu podjelu (advent, epifanija, četrdesetnica, kvatre); postoje i usporedni prikazi kalendara raznih vjerskih zajednica (katoličkog, pravoslavnog, hebrejskog, muslimanskog).
Različiti su oblici kalendara: zidni i stolni s tabličnim prikazom čitave godine, s listovima za kvartale, pojedine mjesece, tjedne, dane. Na tzv. "pomičnim kalendarima" ističe se dan u tjednu i njegov datum premetanjem kartona ili navijanjem valjaka na kojima su označene brojke dana u mjesecu, imena mjeseci i imena dana u tjednu.
Kalendari kao godišnje publikacije, uz podatke o tekućoj kalendarskoj godini, sadržavaju najrazličitiju građu informativnog, poučnog, i zabavnog karaktera, a namijenjeni su pripadnicima različitih zvanja i zanimanja (poljoprivredni, šumarski, vrtlarski, pčelarski, sportski kalendari).
Katkada je naziv kalendar samo sinonim naziva godišnjak te označuje periodičku godišnju publikaciju stručnog, literarnog, umjetničkog karaktera koja uopće i ne donosi podatke o kalendarskoj godini. Među najstarije naše tiskane kalendare idu: Kalendarium iliti Misečnik Horvatski P. Rittera Vitezovića (Zagreb 1695), Horvatski stoletni kalendar A. Rožića (Zagreb 1818).

## Poveznice
- Popis kalendara
- Gregorijanski kalendar
- Iranski kalendar
- Židovski kalendar
- Julijanski kalendar
- Liturgijska godina
- Kalendar svetaca
- Katolički kalendar
- Islamski kalendar
- Kršćanska era
- Kalendar istočne ortodoksne crkve
- Računanje dana u tjednu
- Proučavanja ciklusa
- Runski kalendar
- Kalendar Francuske Republike
- Zidni kalendar
- Zoroastrijski kalendar
- iCalendar
- hCalendar
- Reforma kalendara
- Nazivi za mjesece u raznim jezicima
- Vučedolski kalendar
- Povijest kalendara

## Vanjske poveznice
- Često postavljana pitanja o kalendarima
- Različiti kalendari  Arhivirana inačica izvorne stranice od 21. ožujka 2008. (Wayback Machine) opisani kao dio online izložbe Kalendari kroz povijesna doba  Arhivirana inačica izvorne stranice od 20. lipnja 2014. (Wayback Machine)
- Trenutni kalendar.
- Školski kalendar s praznicima.